# Conquista de Arcila
La conquista portuguesa de Arcila ( en árabe: أصيلة، أرزيلة‎; Portugués : Arzila ) ocurrió en el actual Marruecos , en ese momento de los Wattásidas tuvo lugar el 24 de agosto de 1471.

## Historia
Siguiendo con su política expansionista de los territorios portugueses en Marruecos, y con el espíritu de cruzada contra los musulmanes siempre presente, el rey Alfonso V de Portugal trazó inicialmente planes para conquistar Tánger, pero posteriormente decidió conquistar Arcila .
Partiendo de la ciudad portuguesa de Lagos con un ejército de unos 30.000 hombres y 400 barcos, Alfonso V llegó a la costa marroquí en la tarde del 22 de agosto de 1471. El rey portugués convocó a su consejo y decidió atacar Arcila en la mañana del día siguiente. Hubo una terrible tormenta y se perdieron varios barcos portugueses. Llovió a cántaros durante los tres días del asedio.
La tormenta fue tan fuerte que impidió que los barcos bombardearan con cañones, y sólo dos piezas de artillería pesada llegaron a la costa. Tras un convulso desembarco que se saldó con la muerte de más de 200 hombres provocado por fuertes vientos y oleaje, el ejército de Alfonso llegó a la costa y sitió la ciudad de Arcila, conquistándola tras una dura batalla el 24 de agosto de 1471. 
El conde de Valença, Henrique de Menezes, fue nombrado primer gobernador portugués de Arcila por el rey Alfonso V.
La victoria en Arcila allanó el camino para la conquista sin oposición de Tánger cuatro días después, el 28 de agosto de 1471.

## Tapices Pastrana
A finales del siglo XV se encargó un conjunto de cuatro grandes tapices para conmemorar la batalla. Fueron tejidos por tejedores flamencos en Tournai, Bélgica. Los tapices destacan por su representación de un acontecimiento contemporáneo. Las obras están consideradas entre los mejores tapices góticos que existen.